# 사인 (후한)
사인(士仁, ? ~ ?)은 중국 후한 말의 무장으로, 자는 군의(君義)이며, 유주(幽州) 광양군(廣陽郡) 사람이다.

## 생애
장군으로써 공안에 주둔하여, 남군태수 미방(糜芳)과 함께 관우(關羽)에 속해 일했으며, 관우와는 사이가 별로 좋지 않았다. 219년, 번성 전투 당시 미방과 함께 군자 공급을 담당하고 있었는데, 전력을 다하지 않았으므로 관우는 돌아온 후 둘을 처벌하겠다고 했다. 손권(孫權)은 그들을 꾀어 내어, 사인은 미방과 함께 동오에 항복하였다. 당초 여몽(呂蒙)이 관우의 척후를 마비시키고 쳐들어 오자, 사인은 공안에서 여몽을 저지하고 설득하러 온 우번(虞翻)도 만나지 않았으나, 우번의 협박성 편지를 받고 결국 항복했다.

## 《삼국지연의》 속 사인
부사인(傅士仁)으로 등장하며, 부사인은 친구 우번의 권유로 투항하였으며 미방을 손권에게 투항하도록 권했다. 그 이후 221년, 오의 무장 마충(馬忠)의 부장으로 미방과 함께 참전한다. 하지만 동오가 촉한군 앞에서 허물어져 가는 것을 보고 두려워하여, 동료 미방과 함께 마충의 목을 베어 장남(張南)에게 달아나 항복한다. 그러나 분노한 유비는 이들을 관흥(關興)에게 넘겼으며, 관흥은 그들의 목을 베어 관우 영전에 바쳤다.

## 같이 보기
- 삼국지 인물 목록